# Niki Bakogianni
Niki Bakogianni (grško Νίκη Μπακογιάννη), grška atletinja, * 8. junij 1968, Lamia, Grčija.
Nastopila je na poletnih olimpijskih igrah v letih 1992, 1996 in 2000, leta 1996 je osvojila naslov olimpijske podprvakinje v skoku v višino. Na evropskih dvoranskih prvenstvih je prav tako osvojila srebrno medaljo leta 1996.